# مصطفى الشهابي
مصطفى الشِّهابي (1311- 1388هـ / 1893 - 1968م)، هو الأمير مصطفى بن محمد سعيد بن جهجاه الشهابي، مهندس زراعي وكاتب وباحث لغوي، ودبلوماسي و من أمراء الأسرة الشهابية، تلقى تعليمة في مدارس عدة الابتدائية ثم الكاثوليكية فالبطريكية الكاثوليكية، ثم المدرسة الإعدادية الفرنسية ثم مكتب عنبر وهو المدرسة السلطانية الأولى في سورية، ثم قامت جمعية البعثات العلمية في دمشق بإرساله إلى فرنسا لدراسة العلوم الزراعية فحصل على شهادة الدروس الابتدائية في المدرسة المهنية بمدينة شالون، ثم انتسب إلى المدرسة الزراعية في مدينة غرينيون فتخرج منها مهندسا زراعيًا سنة 1332هـ/ 1914م وفي هذا العام نشبت الحرب العالمية الأولى لذلك التحق بالجيش ودخل المدرسة الحربية في إسطنبول ثم انتقل أخيرًا إلى مدرسة البرق والهاتف وتخرج منها برتبة وكيل ضابط ثم غادرها سنة 1334هـ/ 1916م عائدًا إلى دمشق حيث تم تعيين قائدًا للكتيبة الزراعية هناك.
تقلد وزيرًا للمعارف، ثم أصبح محافظ لمدينة حلب، فوزيرًا للمالية، ثم محافظًا لمدينة اللاذقية، فوزيرًا للعدل، ثم وزيرًا مفوضًا في القاهرة، وكان عضوًا في المجامع العربية الثلاثة في المجمع العلمي العربي بدمشق ومجمع اللغة العربية بالقاهرة والمجمع العلمي العراقي في بغداد .ثم انتخب رئيسًا للمجمع العلمي العربي بدمشق وظل في هذا المنصب بين عامي (1378- 1387هـ/ 1959 - 1968م). توفي ودفن في مدينة دمشق سنة 1388هـ/ 1968م.

## نسبه ومولده
هو مصطفى بن محمد سعيد بن جهجاه الشهابي، أحد أفراد أسرة الشهابيين التي حكمت جبل لبنان، ولد في بلدة حاصبيا بلبنان سنة 1311هـ/ 1893م.

## تعليمه
عندما بلغ الشهابي سن السابعة من عمره تلقى تعليمه في المدرسة الابتدائية ثم انتقل إلى المدرسة الكاثوليكية في بلده، وبين عامي (1320- 1322هـ/ 1903- 1905م) انتقل والده بسبب عمله في الدائرة المالية في سورية إلى مدينة بعلبك ومنها إلى زحله وأخيرًا استقر في دمشق فرافقه مصطفى وهناك انتسب إلى المدرسة البطريكية الكاثوليكية، وفي سنة 1324هـ/ 1907م سافر مع شقيقه الأكبر عارف إلى الآستانة فالتحق فيها بالمدرسة الإعدادية الفرنسية، ثم عاد بعد عامين إلى دمشق ليتعلم في مكتب عنبر وهو المدرسة السلطانية الأولى في سورية، وفي العام التالي قامت جمعية البعثات العلمية في دمشق بإرساله إلى فرنسا لدراسة العلوم الزراعية فحصل على شهادة الدروس الابتدائية في المدرسة المهنية بمدينة شالون، ثم انتسب إلى المدرسة الزراعية في مدينة غرينيون فتخرج منها مهندسا زراعيًا سنة 1332هـ/ 1914م وفي هذا العام نشبت الحرب العالمية الأولى لذلك التحق بالجيش ودخل المدرسة الحربية في إسطنبول ثم انتقل أخيرًا إلى مدرسة البرق والهاتف وتخرج منها برتبة وكيل ضابط ثم غادرها سنة 1334هـ/ 1916م عائدًا إلى دمشق حيث تم تعيين قائدًا للكتيبة الزراعية هناك.

## مهامه ومناصبه
تقلد الشهابي في حياته العديد من المصادر منها:
- 1334هـ/ 1916م قائدًا لكتيبة زراعية.
- 1336هـ/ 1918م مديرًا لزراعة الجيش بدمشق.
- 1344هـ/ 1926م وزيرًا للمعارف في محافظة حلب.
- 1355 - 1357هـ/ 1937- 1939م محافظ لمدينة حلب.
- 1361- 1363هـ/ 1943- 1945م محافظًا للاذقية وأنشأ فيها دارين للكتب.

## عضوياته
كان من أعضاء المجامع العلمية العربية الثلاث الموجودة في دمشق والقاهرة وبغداد، وفي عام 1378هـ/ 1959م انتخب رئيسًا للمجمع العلمي العربي بدمشق بعد أن كان عضوًا فيه ابتدأً من عام 1369هـ/ 1950م.

## آثاره
أهم آثاره: «معجم الألفاظ الزراعية بالفرنسية والعربية» (عام 1943 م). وقد صدرت منه بعد ذلك طبعة إنكليزية-عربية بعنوان «مصطلحات العلوم الزراعية» (عام 1978 م).
وله أيضا: «الأشجار والأنجم المثمرة» و «الزراعة العلمية الحديثة» و«أخطاء شائعة في ألفاظ العلوم الزراعية» و«الشذرات» و«الاستعمار» و«القومية العربية».

## وفاته
توفي مصطفى الشهابي في دمشق وفيها دفن سنة 1388هـ/ 1968م.

## وصلات خارجية
- مصطفى الشهابي على موقع أرشيف الشارخ.
- الأمير مصطفى الشهابي من أجل تصنيف معجم علمي متخصص متعدد اللغات - جورج عيسى